# CFexpress
CFexpressとは、コンパクトフラッシュアソシエーション（CFA）によって提案されたリムーバブルメディアカード規格である。この規格はNVM Expressプロトコルを1から4レーンのPCIe 3.0インタフェース上で使用して、1レーンあたり1 GB/sでデータを転送できるPCIeのレーン数の異なる複数のフォームファクタが存在する。目標の1つはPCIeやNVMeなどのすでに広く普及している規格との互換性を確保することでリムーバブルストレージのエコシステムを統合することである。これらの規格を使用するコントローラ、ソフトウェア、デバイスはすでに幅広く存在しており、普及を加速させている。

## 歴史
2016年9月7日、コンパクトフラッシュアソシエーションはCFexpressを発表した。この仕様はPCI ExpressインタフェースとNVM Expressプロトコルに基づくことを意図している。
2017年4月18日、コンパクトフラッシュアソシエーションはCFexpress 1.0を公開した。バージョン1.0はXQDのフォームファクタ（38.5 mm × 29.8 mm × 3.8 mm）を使用し、2本のPCIe 3.0レーンによって最大2 GB/sの速度を実現する。NVMe 1.2によって低遅延接続、低コストで高度に並列化された接続を実現する。
2017年6月13日、DelkinはCFexpress 1.0に基づいた最初のCFexpressカードを発表した。2018年2月、Delkinはベンチマークテストを公開し、2018年第2四半期に製品サンプルを発表し、2018年第3四半期に生産を開始することが予定されている。
CFexpress 2.0規格は2019年2月28日に発表された。この規格では2つの新しいカード形式（レーンが1本でより小型な「type A」、レーンが4本でより大型で厚く最大速度が4 GB/sの「type C」）が採用され、既存のカードは「type B」として呼ばれるようになった。NVM Expressプロトコルは1.3にアップグレードされた。
CFexpress 2.0 type B Gen 4カードはXbox Series XとXbox Series S向けに設計されたシーゲイト製のストレージ拡張カード専用のPCIe Gen 4を採用したバージョンで、2020年9月24日に発表された。このカードは筐体が長くなったのでほとんどのCFexpressカードスロットとは機械的に互換性がない。
CFexpress 4.0規格は2023年8月28日に発表された。CFexpress 4.0は最大4本のPCIe 4.0に対応して、レーンあたり2 GB/sの速度を実現する。NVM Expressプロトコルは1.4cにアップグレードされた。

## 比較
| 規格      | バージョン | 登場時期        | バス                                      | 速度（全二重通信）                                             |
| --------- | ---------- | --------------- | ----------------------------------------- | -------------------------------------------------------------- |
| SD        | 3.0        | 2010年第2四半期 | UHS-I                                     | 0.1 GB/s                                                       |
| SD        | 4.0        | 2011年第1四半期 | UHS-II                                    | 0.3 GB/s                                                       |
| SD        | 6.0        | 2017年第1四半期 | UHS-III                                   | 0.6 GB/s                                                       |
| SD        | 7.0        | 2018年第2四半期 | PCIe 3.0 x1                               | 1.0 GB/s                                                       |
| SD        | 8.0        | 2020年第2四半期 | PCIe 4.0 x2                               | 4.0 GB/s                                                       |
| UFSカード | 1.0        | 2016年第2四半期 | UFS 2.0                                   | 0.6 GB/s                                                       |
| UFSカード | 2.0        | 2018年第4四半期 | UFS 3.0                                   | 1.2 GB/s                                                       |
| CFast     | 1.0        | 2008年第3四半期 | SATA-300                                  | 0.3 GB/s                                                       |
| CFast     | 2.0        | 2012年第3四半期 | SATA-600                                  | 0.6 GB/s                                                       |
| XQD       | 1.0        | 2011年第4四半期 | PCIe 2.0 x1                               | 0.5 GB/s                                                       |
| XQD       | 2.0        | 2014年第1四半期 | PCIe 2.0 x2                               | 1.0 GB/s                                                       |
| CFexpress | 1.0        | 2017年第2四半期 | PCIe 3.0 x2                               | 2.0 GB/s                                                       |
| CFexpress | 2.0        | 2019年第1四半期 | - PCIe 3.0 x1 - PCIe 3.0 x2 - PCIe 3.0 x4 | - 1.0 GB/s（type A） - 2.0 GB/s（type B） - 4.0 GB/s（type C） |
| CFexpress | 4.0        | 2023年第3四半期 | - PCIe 4.0 x1 - PCIe 4.0 x2 - PCIe 4.0 x4 | - 2.0 GB/s（type A） - 4.0 GB/s（type B） - 8.0 GB/s（type C） |

## フォームファクタ
CFexpressは以下の寸法のカードに対応している。2列目はそのフォームファクタが最初に登場したCFexpressのバージョンを示している。
| フォームファクタ | バージョン | 寸法（mm）        | PCIeレーン数 |
| ---------------- | ---------- | ----------------- | ------------ |
| A                | 2.0        | 20.0 × 28.0 × 2.8 | 1            |
| B                | 1.0        | 38.5 × 29.8 × 3.8 | 2            |
| C                | 2.0        | 54.0 × 74.0 × 4.8 | 4            |

より大きなフォームファクタほどより多くの電気的接点を持ち、より多くのPCIeレーンを使うことができる。フォームファクタBはXQDメモリーカードと寸法と接点が同じであり、1つのカードスロットにXQDカードとCFexpress Type Bカードの両方を挿すことができる。

## 対応デバイス
様々なメモリーカードリーダライタやメモリーカードが発表されている。

### カード
上
トランセンド製のCFexpress Type Bカード
下
接続ピンのあるカードの表面
上
パナソニック製の128 GBのCFexpress Type Bカード（左）とサムスン電子製の256 GBのSDカード（右）
下
SDカードの端子を示す底面

#### Delkin
2017年6月13日、DelkinはCFexpress 1.0に準拠した最初のCFexpressカードを発表した。このカードはフォームファクタがXQDと同じで、2本のPCIe 3.0レーンを使用する。容量は32 GB、64 GB、128 GB、256 GBの4種類である。
DelkinのCFexpressカードの詳細は2018年2月に解明された。CrystalDiskMark 5.2.1によるベンチマークでは、このカードの読み取り速度は最大1.6 GB/s、書き込み速度は最大1.0 GB/sであった。製品サンプルは2018年第2四半期に登場し、2018年第3四半期に生産を開始することが予定されている。
Delkinの512 GBのPower CFexpress Type Bカードは2020年初秋に他のいくつかのカードと共にレビューされた。Camnostic.comはテストで概ね良好な結果を示したことに加えて、他のカードよりも安価なことからこのカードは購入が推奨されると評価した。記事では、2020年9月下旬にキヤノン EOS R5カメラとの互換性のためにファームウェアがアップグレードされたことに言及していた。

#### ProGrade Digital
ProGrade Digitalは2018年にType-Bフォームファクタ（XQDと同じ）のCFexpressカードの生産と販売を開始すると発表した。ProGrade Digitalが2018年春のNAB showで披露した1 TBのCFexpressカードは、1,400 MB/sの読み取り速度と700 MB/sの高速な書き込み速度を実演した。この実演はMacBook ProコンピュータでThunderbolt 3接続のCFexpress/XQDリーダーを使って行われた。

#### Apacer
2018年12月11日、Apacerは同社最初のCFexpressカードのPV130-CFXを発表した。

#### Wise Advanced
2019年4月7日、Wise AdvancedはCFexpress Type Bを使用する512 GB、256 GB、128 GBの容量のCFexpressカードと、CFexpressカードリーダーを製造中であると発表した。

### リーダー
上
サンディスク製のCFexpressカードリーダー
下
接触ピンのあるカードリーダーの前面

#### CFexpress Type A
- Sony MRW-G2[17]

#### CFexpress Type B
- BLACKJET TX-1CXQ[18]
- Sony MRW-G1。XQDカードとCFexpress Type Bカードの両方と互換性がある[19][20]。
- Delkin CF Express Reader（DDREADER-54）[21]
- SanDisk Professional PRO-READER CFexpress[22]
- Angelbird CFexpress Card Reader MK2 | Type B[23]
- Lexar Professional CFexpress Type B USB 3.1 Reader[24]
- Lexar Professional CFexpress Type B USB 3.2 Gen 2×2 Reader[25]

### 部品
2017年10月2日、Rego ElectronicsはメーカーがCFexpressデバイスやカードに利用できる部品であるCFexpressホストコネクターとカードキットを発表した。

### クライアントデバイス
2017年10月時点では、CFexpressクライアントデバイスは公開されていなかった。しかし、2017年10月下旬にLexarの従業員がNikon Rumorsに次のように述べた:
CFExpress is essentially the next revision of XQD, and there should be full backward compatibility with XQD, and that getting D4/D5/500/D850’s to work with CFE cards should be a simple software patch.
2018年8月23日、ニコンは新型ミラーレス一眼カメラのニコン Z 6とZ7を発表した。発売当初はXQDカードにのみ対応していたが、その後のファームウェア更新でCFexpressに対応した。2019年2月13日、ニコンはD5、D850、D500もファームウェア更新でCFexpressに対応させることを発表した。2019年12月16日、ニコンはZ6とZ7向けのファームウェアのバージョン2.20を公開し、CFExpressの対応を追加した。2020年12月、ニコンはデジタル一眼レフカメラのニコン D850向けのファームウェアのバージョン1.20を公開し、カメラのXQDスロットにCFexpress Type Bの対応を追加した。
2018年8月28日、フェーズワンはXF IQ4カメラシステム（3台構成）を発表した。ニコンのカメラと同様に、CFexpressの対応はファームウェア更新によって後日追加された。
2019年10月24日、キヤノンは2つのCFexpressスロットを搭載したEOS-1D X Mark IIIの開発を発表した。このカメラは2020年1月6日に正式発表され、2月に発売予定である。
2020年2月12日、ニコンは2つのCFexpressスロットを搭載したニコン D6を発表した。
2020年4月20日、キヤノンはハイブリッドミラーレスカメラのEOS R5がCFexpressとSD UHS-IIに対応すると発表した。
2020年7月28日、ソニーはCFexpress Type AカードとSDカードの両方に対応するミラーレスカメラのα7S IIIを発表した。
2021年1月26日、ソニーはCFexpress Type AカードとSDカードの両方に対応するミラーレスカメラのα1を発表した。
2021年2月23日、ソニーはCFexpress Type AカードとSDカードの両方に対応するミラーレスカメラのFX3を発表した。
2021年9月14日、キヤノンはCFExpress Type BカードとSDカードのスロットをそれぞれ1つ搭載したミラーレスカメラのEOS R3を発表した。
2020年11月10日、マイクロソフトはCFexpress Type Bフォームファクタを基にした半プロプライエタリ拡張カード用スロットを搭載したXbox Series XとXbox Series Sを発売した。このカードはPCIe Gen4にだけ対応している。
2021年10月21日、ソニーはCFexpress Type AカードとSDカードに対応したミラーレスカメラのα7 IVを発表した。
2021年10月28日、ニコンは2つのCFexpress Type Bスロットを搭載した旗艦ミラーレスカメラのニコン Z 9を発表した。